# 史蒂文森冰川
70°6′S 72°48′E / 70.100°S 72.800°E
史蒂文森冰川是南極洲的冰川，最終在布蘭施泰特岩以北注入阿梅里冰架東部，該冰川根據美國海軍的空中照片被繪入地圖，以美國海軍的上尉命名。